# Liste der Naturschutzgebiete im Landkreis Donau-Ries
Im Landkreis Donau-Ries gibt es sechs Naturschutzgebiete. Das größte Naturschutzgebiet ist das 1984 eingerichtete Naturschutzgebiet Mertinger Hölle.
| Name                               | Bild | Kennung                   | Einzelheiten | Position | Fläche Hektar | Datum |
| ---------------------------------- | ---- | ------------------------- | --- | -------- | ------------- | ----- |
| Donaualtwasser bei Leitheim        |      | NSG-00471.01 WDPA: 162777 | Kaisheim Grundwassergespeister Altarm der Donau unter dem Steilhang der Donauleite bei Schloss Leitheim mit reicher Verlandungs- und Gewässervegetation.                         | ⊙        | 57,96         | 1992  |
| Donaualtwasser Schnödhof           |      | NSG-00468.01 WDPA: 162778 | Marxheim Großer Altwasser-/Uferkomplex an der Donau mit weiten Verlandungszonen, Auwaldresten und mageren Auenwiesen. LK Neuburg-Schrobenhausen 58,62 ha, LK Donau-Ries 23,84 ha | ⊙        | 82,46         | 1994  |
| Mertinger Hölle                    |      | NSG-00208.01 WDPA: 164612 | Mertingen Ausgedehnter Rest des früher bis hierher reichenden Donaurieds. | ⊙        | 143,28        | 1984  |
| Ofnethöhlen bei Holheim            |      | NSG-00207.01 WDPA: 82277  | Holheim Wohnhöhle der Frühmenschen im Malmkalkfels. | ⊙        | 7,61          | 1984  |
| Priel                              |      | NSG-00283.01 WDPA: 165037 | Harburg Größte Jura-Karstquelle Schwabens in der Wörnitzschleife bei Ebermergen mit umgebenden Feuchtwiesen nebst Röhricht- und Buschbeständen.                                  | ⊙        | 5,73          | 1986  |
| Vogelfreistätte Feldheimer Stausee |      | NSG-00159.01 WDPA: 82791  | Niederschönenfeld Stausee des Lechs kurz oberhalb seiner Einmündung in die Donau.                                                                                                | ⊙        | 99,68         | 1982  |
| Nasswiesen Lierenfeld              |      | NSG-00179.01 WDPA: 82207  | Fürnheim Nasswiesen. Landkreis Ansbach = 6,61 ha Landkreis Donau-Ries = 0,07 ha                                                                                                  | ⊙        | 6,68          | 1983  |
| Legende für Naturschutzgebiet      |      |                           | |          |               |       |